# المسيح بين الأطباء
المسيح بين الأطباء هي لوحة زيتية على قماش من رسم الفنان الإيطالي باولو فيرونيزي، تم إنجازها حوالي عام 1565. تُعد هذه اللوحة واحدة من أبرز الأعمال الفنية التي قدمها فيرونيزي خلال عصر النهضة الإيطالي. تجسد اللوحة مشهداً دينياً من إنجيل لوقا، حيث يظهر الطفل يسوع في الهيكل بين مجموعة من الأطباء وعلماء الشريعة الذين يبدي بعضهم الدهشة أمام حكمته ومعرفته العميقة.

## الموضوع والمضمون
تصور اللوحة مشهداً من حادثة دينية مذكورة في الإنجيل، حيث كان يسوع في سن الثانية عشرة عندما التقى بالمعلمين في هيكل أورشليم. يتجمع علماء الدين حوله في حالة من الاستفهام والدهشة، بينما يُظهر يسوع معرفته وفهمه العميق للشريعة. يتم تقديم يسوع في اللوحة ليس كرمز مهيب، بل كطفل عادي معبر عن حكمته اللا محدودة، مما يعزز من الرسالة المسيحية التي تسلط الضوء على قوة العلم الإلهي مقارنة بالمعرفة البشرية المحدودة.

## الأسلوب الفني
باولو فيرونيزي كان معروفاً باستخدام الألوان الزاهية والأسلوب الواقعي في تصوير الشخصيات والمشاهد. في هذه اللوحة، يتسم الأسلوب بتفاصيل دقيقة وألوان غنية، خاصة في تصوير الأزياء الفينيسية المترفة التي كانت سائدة في ذلك العصر. على الرغم من أن المشهد ديني، إلا أن فيرونيزي يتناول الموضوع بلمسة شخصية، حيث تظهر الشخصيات مع تعبيرات مختلفة تتراوح بين الدهشة والفضول.
يُظهر فيرونيزي المسيح في الوسط، محاطاً بمجموعة من الأطباء الذين يرتدون ملابس فاخرة، بينما يتم تمثيل الشخصيات الأخرى بمواقف جسدية وتعبيرات وجه تبرز تباين المعرفة بين البشر والعلم الإلهي.

## التأثيرات البصرية
تعد الألوان أحد أبرز الجوانب التي تميز هذه اللوحة، حيث استخدم فيرونيزي لوحة غنية بالألوان الزاهية التي تبرز التباين بين الشخصيات والأشياء في المشهد. بالإضافة إلى الأقمشة المزخرفة التي تميز الأسلوب الفينيسي، يعكس فيرونيزي براعة فائقة في رسم التفاصيل الدقيقة، سواء في الوجوه أو في الخلفية المعمارية، مما يضفي على اللوحة طابعاً مهيباً يعكس أهمية اللحظة الدينية.

## التأويل الديني والثقافي
تتجاوز اللوحة مجرد تمثيل لحادثة دينية؛ فهي تُبرز المفارقة بين العلم البشري والمعرفة الإلهية. في الوقت الذي يظهر فيه الأطباء والعلماء في حالة من الإعجاب والحيرة أمام يسوع، يعكس المشهد الفكرة المسيحية القائلة بأن الإنسان مهما بلغ من علم وفهم، فإنه سيظل عاجزًا عن الوصول إلى الفهم الكامل لله. ويُظهر فيرونيزي من خلال هذه اللوحة كيف أن معرفة المسيح تتجاوز حدود المعرفة البشرية.